# Alimo
Alimo (in greco Άλιμος?, Álimos), nota anche come Kalamaki, è un comune della Grecia situato nella periferia dell'Attica (unità periferica di Atene Meridionale) con 39 800 abitanti secondo i dati del censimento 2001.

## Amministrazione

### Gemellaggi
- Condofuri